# Transfer Pak
El Transfer Pak és un dispositiu per a la Nintendo 64 que permetia transferir dades entre aquest sistema i un cartutx de Game Boy o Game Boy Color. El Transfer Pak tenia un slot per a un cartutx de Game Boy Color i una part que es connectava al port d'expansió del comandament de control de la Nintendo 64. És considerat com el predecessor entre el cable de connexió entre la GameCube i la Game Boy.
El Transfer Pak va aparèixer per primera vegada inclòs en el joc Pokémon Stadium, sent com principal característica del joc el poder importar els equips Pokémon dels títols de Game Boy. Pokémon Stadium incloïa una manera cridada "GB Tower" para jugar A Pokémon Roig, Blau o Groc en la N64 a través d'un emulador de la Game Boy que incloïa (el qual incloïa les maneres desbloquejables "Doduo" i "Dodrio" els quals augmentaven la velocitat del processador del joc per 2 i 3, respectivament).
Va ser originalment planejat per al Perfect Dark sent capaç d'unir-se amb la Game Boy Camera i mapejar les fotos realitzades per la càmera en cares de personatges de Perfect Dark. Aquesta característica va ser rebutjada. En lloc d'això, quan la versió de "Perfect Dark" de Game Boy s'unia a la versió de la N64 a través del Transfer Pak, podies desbloquejar un vestit transparent que es podia usar en qualsevol moment, un R-Tracker para cercar armes amagades en una fase, Hurricane Fists (punys huracanats) que permetien colpejar molt fort i un truc que et donava accés a totes les armes del joc, inclòs les dobles armes i les clàssiques.
Actualment no és possible poder jugar als jocs de la Game Boy en la N64 amb el Transfer Pak, com era possible amb la Super Game Boy en la Super Nintendo. No obstant això, Pokémon Stadium i Pokémon Stadium 2 permetien jugar amb títols de la sèrie Pokémon a través de la manera Game Boy Tower.
| Joc de Nintendo 64                      | Joc de Game Boy / Game Boy Color               |
| --------------------------------------- | ---------------------------------------------- |
| Mario Artist (64DD)                     | Game Boy Camera                                |
| Mario Golf                              | Mario Golf                                     |
| Mario Tennis                            | Mario Tennis                                   |
| Mickey's Speedway USA                   | Mickey’s Speedway USA                          |
| PD Ultraman Battle Collection 64 (Japó) | Any                                            |
| Perfect Dark                            | Perfect Dark                                   |
| Pokémon Stadium                         | Pokémon Roig, Blau y Groc                      |
| Pokémon Stadium 2                       | Pokémon Roig, Blau, Groc, Or, Plata i Cristall |
| Super Robot Taisen 64 (Japó)            | Super Robot Taisen Link Battler                |